# Toril
Pour les articles homonymes, voir Toril (homonymie).

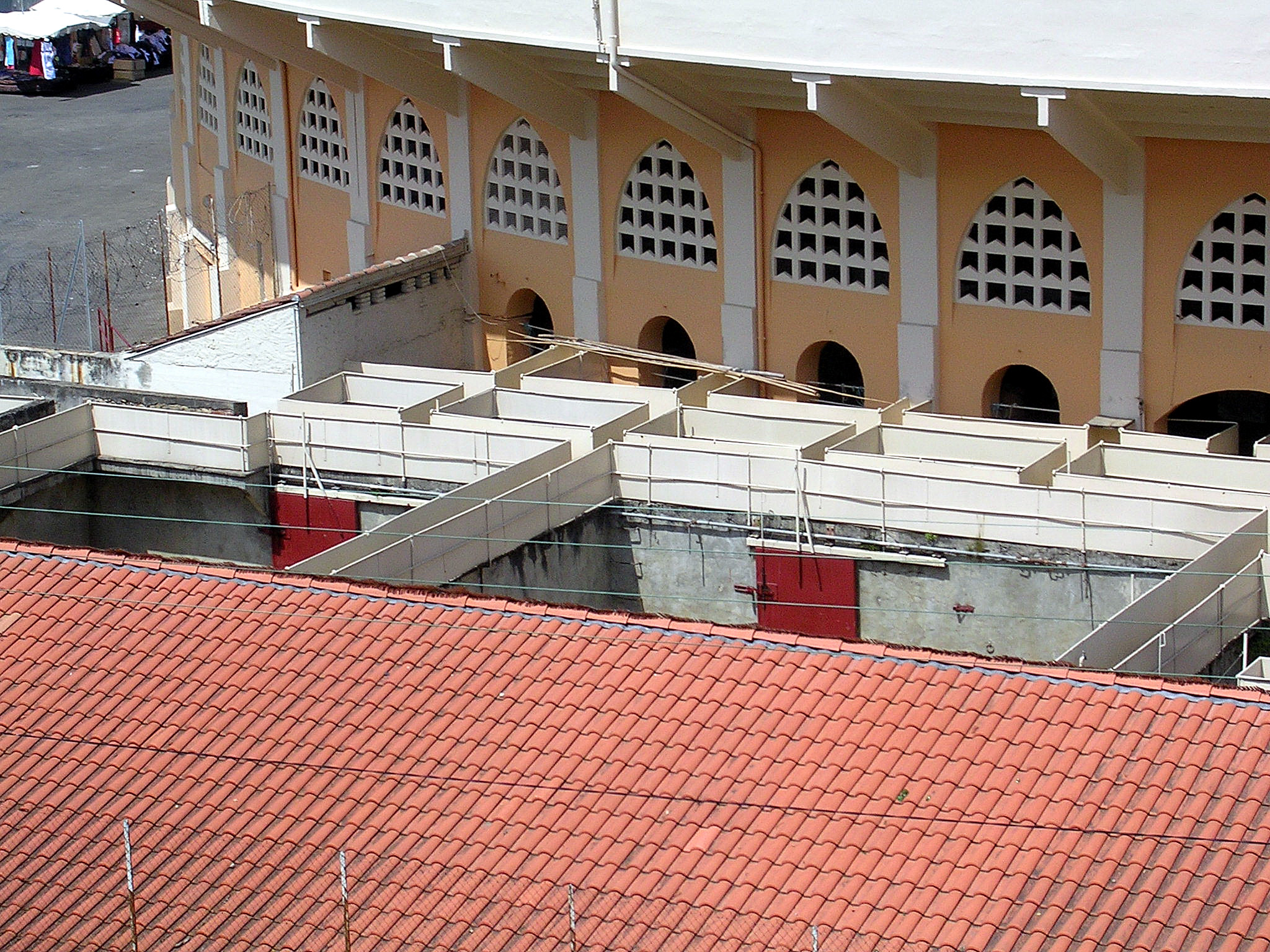
Vue externe : toril à l'arrière des arènes du Plumaçon à Mont-de-Marsan

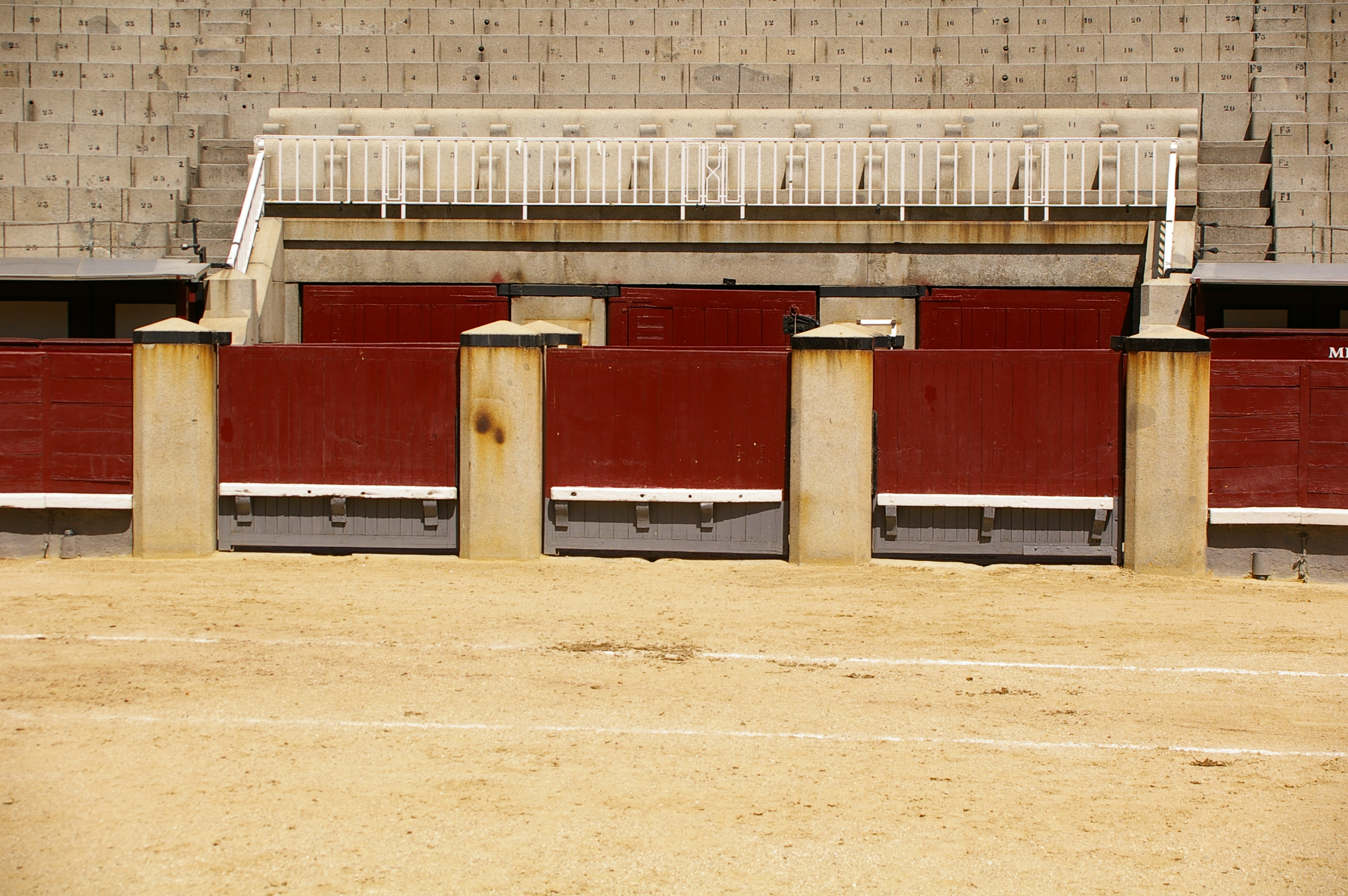
Vue interne : portes des chiqueros donnant sur le ruedo des arènes Las Ventas de Madrid

Le toril (de l'espagnol toro : taureau) est le lieu de l'arène où l’on tient les taureaux enfermés avant le combat.

## Présentation
Le toril est constitué d'un ensemble de compartiments attenant aux arènes, les chiqueros, cellules obscures d’environ trois mètres sur deux, dans lesquelles les taureaux attendent l’heure de la corrida afin de pouvoir être lâchés dans les arènes au moment voulu.
Chacun des taureaux se voit attribuer un compartiment au moment de l'apartado, opération qui fait suite au tirage au sort (sorteo), et qui consiste à séparer les taureaux les uns des autres et à les placer un à un dans un chiquero.
Le torilero est l'employé des arènes chargé de l'ouverture et de la fermeture des portes du toril. Il reçoit des mains de l'alguazil la clef factice du toril qu'il a lui-même reçue des mains du président en fin de paseo. Ce n'est qu'après qu'il lâche le premier taureau en piste.
Dans la suerte « a porta gayola », le torero attend l'entrée du taureau dans l'arène, seul et agenouillé devant la porte du toril.
Le toril comme les chiqueros diffèrent du corral qui est un ensemble de cours communiquant entre elles par des portes et faisant partie des dépendances des arènes (sans pour autant être systématiquement attenantes). Les taureaux sont donc transportés par camion jusqu'au corral où ils vivent dans plusieurs dizaines de mètres carrés pendant quelques jours avant d'être déplacés vers les chiqueros puis lâchés chacun leur tour dans l'arène par la porte du toril.